# 報應 (小說)
《報應》是倪匡筆下科幻小說衛斯理系列之一，敍述報應的前因後果。並藉由外星人留下的一顆球狀神祕定位儀及一座果報神的宮殿，來闡述報應和因果律的存在，以及『不是不報，時候未到』的道理。

## 故事大綱
聾啞人陳麗雪做了兩個怪夢，一個夢在古代看到一個出浴的女子驚訝的表情，一個夢看到女子在自己的店舖驚訝的表情，向衛斯理求助後來知道這名女子是金美麗，她和她的爸爸金大富都在古代做了傷天害理的事，在今世有報應，最後衛斯理等人知道是一個外來的球使他們感應到報應快將來臨，並得出報應是外太空來訪者藉以規範人類行為的方法。

## 作者想表達的想法
- 那個身形高大的人所說的話中，提到了報應，他是這樣說的︰「始作俑者，其無後乎？我一個兒子發了瘋，一個兒子在戰場上被打死，報應？」[2]「那個身形高大的人」是影射毛澤東。
- 果報神的宮殿中一座座機器上有如風琴的簧片上的幻影是影射政治上的政權轉移。其中一個場景是暗示香港的政權轉移。統治者由英國換成中共。

## 詮釋
1. 1 2  《報應》（明窗出版社，1989年）
2. ↑  報應 – 第十五部

| 前任者： 066 鬼混 | 衛斯理系列（按編號） 067                               | 繼任者： 068 錯手 |
| 前任者： 鬼混     | 衛斯理系列（按連載時序） 1988年8月28日至1988年12月11日 | 繼任者： 錯手     |